# Veľký Šturec
Der Veľký Šturec ist ein 1010 m hoher Sattel (Gebirgspass) in der Mitte der Slowakei in den südöstlichen Ausläufen der Großen Fatra, zwischen den Bergen Krížna (1573 m n.m.) und Zvolen (1402 m n.m.), nördlich der Stadt Banská Bystrica.
Historisch gesehen verlief über den Pass die Hauptverbindung von Banská Bystrica nach Ružomberok, er lag somit auf dem kürzesten Weg von Budapest nach Krakau. In den 1950er Jahren wurde die Straße über den Ort Donovaly verlegt, nicht zuletzt wegen gefährlichen Haarnadelkehren und nicht mehr dem Verkehrsaufkommen gerechter Trassenführung. Heute gibt es dort keinen Winterdienst und das Befahren der Forststraße erfolgt auf eigene Gefahr.
Über den Pass verläuft der Weg der Helden des Slowakischen Nationalaufstandes, ein Teil des Fernwanderwegs E8.